# Danderydspartiet
Danderydspartiet var ett lokalt politiskt parti som var registrerat för val till kommunfullmäktige i Danderyds kommun. Partiet bildades i mitten på 1970-talet som en utbrytning från centerpartiet. Det var representerat i Danderyds kommunfullmäktige under några mandatperioder. Danderydspartiet var representerat i kommunfullmäktige fram till och med mandatperioden 1982-1985. Partifärgen var orange och partinamnet förkortades dp.